# CRM система
Системата за управление на взаимоотношенията с клиентите, за по-кратко само CRM система (на английски: customer relationship management (CRM)), е приложен софтуер за организации и предприятия, който управлява взаимодействието с настоящи и бъдещи клиенти. 
CRM софтуерът автоматизира и интегрира функциите по продажби, маркетинг и поддръжка в рамките на организацията. Затова CRM може да бъде самостоятелно приложение или специален модул в рамките на единна система за Планиране на ресурсите на предприятието (или ERP).

## Определение
Според PricewaterhouseCoopers, CRM е стратегия за създаване на дългосрочни и взаимоизгодни взаимоотношения с клиентите чрез разбиране на техните индивидуални потребности.
CRM моделът на взаимодействие предполага, че клиентът е център на философията на бизнеса, а основни направления и цели са дейностите по поддръжка на ефективен маркетинг, продажби и обслужване на клиенти. Поддържането на тези бизнес-цели включва събиране, съхраняване и анализ на информация за потребителите, доставчиците, партньорите, конкуренцията, а също и за вътрешните процеси в компанията.
CRM системите представляват цял клас програмно осигуряване. CRM системата е информационна система, предназначена да автоматизира бизнес-процесите в компанията, обезпечаващи взаимодействието на всичките ѝ подразделения с клиентите. Тази система от една страна е предназначена да удовлетвори и задържи клиентите, а от друга страна служи за оптимизиране на дейността на компанията.

## Структура
CRM системата може да включва:
- Интерфейс, осигуряващ обслужване на клиентите в местата за продажби, като обработката на информацията може да е независима, разпределена или централизирана;
- Операционна част, осигуряваща осъществяване на сделки и оперативна отчетност;
- Единна база от данни;
- Подсистема за анализ;
- Разпределена система за поддръжка на продажбите.

## Основни принципи
1. Единна база данни (склад за данни, хранилище, data warehouse), в която се съхраняват сведения за взаимодействието с клиентите.
2. Използване на много канали за взаимодействие: обслужване на местата за продажба, телефонни позвънявания, електронна поща, организирани събития, срещи, регистрационни форми на уеб-сайтовете, рекламни банери, чатове, социални мрежи.
3. Анализ на събрана информация за клиентите и подготовка на данни за приемане на съответни решения – например, разделяне на клиентите на база тяхната значимост за компанията, потенциалната им реакция на конкретни промоционални предложения, прогноза за търсенето и нуждата от конкретни продукти на компанията.

Този подход предвижда, че при взаимодействието с клиента сътрудниците на компанията имат достъп до цялата необходима информация за взаимоотношенията с клиента и решението се взима на базата на тази информация. Решението на свой ред също се съхранява.
Около 2000 година се утвърди SaaS-моделът за предоставяне на CRM-системи.

## Задачи на CRM
Основната цел на внедряването на CRM-системата е да се създаде конвейер за привличане на нови клиенти и развитие на отношенията с досегашните клиенти. Управлението на взаимоотношенията с клиентите, особено във финансовите предприятия, е от стратегическо значение за техния успех. Онлайн банкирането, Интернет застраховането, персоналното обслужване на клиентите на здравни и осигурителни фондове е трудно, дори немислимо, без интегрирана CRM система.
- CRM системата позволява да се структурира и събере в единна база данни информацията за клиентите, партньорите и доставчиците, даже и за конкурентите. Архивирането на историята на взаимоотношенията позволява на служителите да „помнят“ цялата история на преговорите и договореностите с клиентите и доставчиците
- Организирането на електронен обмен на информацията свежда до минимум проблема с „липсата на информация“ между отделите и сътрудниците на компанията. Електронните бизнес-процеси имат реален принос в дейността на компанията, а не остават само на хартия.
- Инструментите за анализ и прогнозиране позволяват на ръководството на компанията бързо и оперативно да взема решения. Маркетингът получава инструменти за решаване на задачи в областта на планирането, бюджетирането, провеждането на рекламни кампании и анализ на тяхната ефективност. Компанията получава инструменти по управление на качеството, съхраняването и използването на натрупаните знания.

## Класификация

### Според функциите, които изпълняват

#### Системи за автоматизация на продажбите
Системите за автоматизация на продажбите, включват интеграция и оптимизация на работната система във всички фази на продажбите, намаляване на времето, необходимо на представителите на отдел продажби за преминаване през всеки процес на продажбите. Това позволява на компаниите да използват по-малко представители на търговски отдели за управление на връзките със своите клиенти. В основата на системата за автоматизация на продажбата е системата за управление на контакти, следене и записване на информация за всеки етап в процеса на продажбата за всеки потенциален клиент, от първоначалния контакт до окончателното решение. Много приложения за автоматизация на продажбите включват фактически анализ на появяващите се възможности, територии, прогнози за продажбите и автоматизация на работния поток.

#### Маркетинг
Системите за автоматизация на продажбите помагат на маркетинга при насочването и идентифицирането на потенциални клиенти. Също така съдейства за създаването и определянето на лидери за отдел „Продажби“. Основна възможност на маркетинга е наблюдение и измерване на множество мрежови кампании, включително електронна поща, проучвания, социалните медии, телефон и пощенска реклама. Наблюдаваните измервания включват преброяване на кликвания, ъпдейти, промоции и приходи.
Най-общо казано CRM-маркетингът се основава на организирането и създаването на дейности в уеб пространството с цел развитие на взаимоотношенията с клиентите. Тези дейности могат да включват свободно изтегляне на информация от интернет, видео информация и уеб-презентации.

#### Обслужване на клиенти и поддръжка
Системите за управление на връзките с клиентите дават възможност на фирмите да създават и управляват изискванията на своите клиенти. Пример за това може да бъде един телефонен център за обслужване, който пренасочва клиента към отдела, който най-добре може да му съдейства за проблема, който има. Признаването на ползата от инструмента, който помага на бизнеса в привличането и задържането на клиентите, повишава и интереса на фирмите в използването на „технологиите“, като същевременно се цели повишаване на ефективността и свеждането на разходите до минимум. Тези системи могат да се използват и при определянето на награди за редовни клиенти, които ще помогнат и на клиентите да „помнят“ името на фирмата при бъдещи покупки.

#### Работни срещи
Създаването на график за срещи с клиентите е основна дейност за повечето клиентски ориентирани фирми. Персоналът, отговорен за продажбите, поддръжката и обслужването на клиентите често прекарват времето си в комуникация с потенциални и настоящи клиенти чрез различни начини за комуникация – уговаряне на време и място за среща, обсъждане на бъдещата сделка или дори за решаването на някакви проблеми на клиентите. Системите срещи са сравнително нов клас системи, чрез които една автоматизирана система се използва за получаване на широк спектър от подходящи часове за насрочване на среща с клиента чрез електронна поща или чрез Интернет страница. Системите срещи могат да бъдат отправна точка за продажбите като цяло. Те допълват маркетингови системи и помагат за регистрирането на една сделка.

#### Интегрирано сътрудничество
Отдели в предприятия, особено големите, са склонни да работят през малки партньорства. Това е възможно чрез съвместните системи, които използват канал за комуникация между отделите. Например, обратната връзка (feedback) от отдела за техническа поддръжка може да помогне на отдел реклама за специфични продукти и услуги, поискани от потенциални клиенти. Дилърите, от своя страна, искат да бъдат в състояние да „преследват“ тези възможности без да е необходимо да пререгистрират своите данни за контакти в отделна система.

#### Социални мрежи
Социалните мрежи в Интернет, като Туитър, Linkedln и Фейсбук, опростяват предпочитанията на потребителите за пазарните тенденции и имат очевидно сериозно влияние върху това как хората купуват.
Потребителите вече могат да търсят фирми онлайн и след това да поискат мнение за тях чрез социалните мрежи, което оказва влияние при избор на продукт, без да има реално контакт с никоя от компаниите на пазара.
Хората също използват социалните медии, за да споделят мнения и опит за фирми, продукти и услуги. Въпреки че социалните медии не се считат за основни медии, всеки може да каже каквото си искат за една компания или марка, независимо дали са положителни или отрицателни впечатленията.
Увеличаващ се е броят на компаниите, които се опитват да получат достъп до тези медии и да влязат в диалог. Някои анализатори смятат, че business-to-business рекламодателите трябва да действат много внимателно при участие в социалните мрежи. Препоръчва се внимателен анализ на пазара, за да се реши дали и по какъв начин намесата може да повлияе и доведе до ползи при осъществяването на контакти с клиентите, продажбите и поддръжката.

### Според нивото на обработваната информация и използваните инструменти

#### Оперативни CRM
Оперативните CRM включват инструменти за оперативен достъп до данните за клиента в процеса на взаимодействие с него при продажба, обслужване и други. Оперативните CRM изискват добра интеграция на данните и пълна координация на процесите по взаимодействие с клиентите по всички канали.

#### Интерактивни CRM
Интерактивните CRM (колаборационни, англ. collaboration – сътрудничество, съгласувани действия) притежават инструменти за взаимодействие на предприятието с неговите клиенти като телефон, факс, Интернет. Използват се основни услуги на CRM като сайтове, форуми, чат, електронна поща и др. CRM системата има колаборативен характер, защото предоставя възможност на клиента да влияе на вътрешните процеси в компанията, като промени в дизайна, производството, доставката и обслужването за продукти и услуги. Например Web-страници за проследяване състоянието на поръчката, SMS-уведомяване, възможност за самостоятелно конфигуриране на продукти и поръчка в реално време. Допуска се и т.нар. реверсивно ценообразуване, при което клиентът определя цената, която е готов да заплати и фирмата реагира на неговото предложение.

#### Аналитични CRM
Аналитичните CRM съдържат инструменти за обединяването на различни масиви от данни и техния съвместен анализ, за да се създаде ефективна маркетингова стратегия, да се увеличи обемът на продажбите и качеството на обслужване на клиентите. Аналитичните CRM се основават на концепцията Data mining (извличане на знания от данни) и OLAP (аналитична обработка на данните в реално време). В резултат на направения анализ могат да се прогнозират действията на потребителите, да се диференцира тяхното поведение по възрастови групи и социално положение и да се предложат конкретни услуги за различните категории.

## Комерсиални продукти
CRM пазарът е нараснал с 12,5% през 2008 г.с приходи от $ 8.13 млрд. през 2007 г. до $ 9,15 млрд. през 2008 г. В следващата таблица са най-продаваните продукти в 2006 – 2008 (в милиони щатски долари) публикувана в Gartner, Inc.
| Доставчик      | 2008 Приходи | 2008 Дял (%) | 2007 Приходи | 2007 Дял (%) | 2006 Приходи | 2006 Дял (%) |
| -------------- | ------------ | ------------ | ------------ | ------------ | ------------ | ------------ |
| SAP AG         | 2,055        | 22.5 (−2.8)  | 2,050.8      | 25.3         | 1,681.7      | 25.6         |
| Oracle         | 1,475        | 16.1         | 1,319.8      | 16.3         | 1,016.8      | 15.5         |
| Salesforce.com | 965          | 10.6         | 676.5        | 8.3          | 451.7        | 6.9          |
| Microsoft CRM  | 581          | 6.4          | 332.1        | 4.1          | 176.1        | 2.7          |
| Amdocs         | 451          | 4.9          | 421.0        | 5.2          | 365.9        | 5.6          |
| Others         | 3,620        | 39.6         | 3,289.1      | 40.6         | 2,881.6      | 43.8         |
| Общо           | 9,147        | 100          | 8,089.3      | 100          | 6,573.8      | 100          |

| Характеристика         | Sales Force | Oncontact | Sage ACT! Premium | Prophet | AIMcrm | Relenta | webAsyst | Maximizer CRM | TeamWox | Zoomia |
| ---------------------- | ----------- | --------- | ----------------- | ------- | ------ | ------- | -------- | ------------- | ------- | ------ |
| Email Интеграция       | +           | +         | +                 | +       | +      | –       | +        | +             | +       | +      |
| Web Hosted             | +           | +         | +                 | +       | +      | +       | +        | +             | +       | +      |
| Дневен График/To-Do    | +           | +         | +                 | +       | +      | +       | –        | +             | +       | +      |
| Contact/Acount Notes   | +           | +         | +                 | +       | +      | +       | +        | +             | +       | +      |
| Мобилен достъп         | +           | +         | +                 | +       | +      | +       | –        | +             | +       | +      |
| Интеграция на календар | +           | +         | +                 | +       | +      | –       | –        | +             | +       | +      |
| Remote Synchronization | +           | +         | +                 | +       | –      | +       | +        | +             | +       | +      |
| Dialing Capabilities   | +           | +         | –                 | +       | +      | –       | –        | –             | +       | +      |
| On-Premise Solution    | –           | +         | –                 | +       | –      | –       | –        | +             | +       | +      |

### Програми
Съществуват различни програми - от безплатни и прости до много сложни търговски програми.
Списък на програмите:
| Име           | Лиценз | Езици                                                                              | Дата на създаване | Използвани езици |
| ------------- | ------ | ---------------------------------------------------------------------------------- | ----------------- | ---------------- |
| ASARI CRM     | SaaS   | en, de, fr, es, it, ru, ua, pl, lt, lv, es, cn                                     | 1998              | PHP, Javascript  |
| Firmao CRM    | SaaS   | en, de, es, fr, pt, se, pl, ae, jp, tr, ua, ru                                     | 2009              | Java, Javascript |
| Synergius CRM | SaaS   | de, en, pl, ru                                                                     | 2013              | PHP, Javascript  |
| HubSpot       | SaaS   | en, fr, jp, de, pt, es                                                             | 2014              | Java             |
| Pipedrive     | SaaS   | cs, en, de, et, es, fr, id, it, jp, ko, lv, nl, nb, pl, pt, ru, fi, sv, tr, uk, zh | 2011              | PHP, Javascript  |
| Salesforce    | SaaS   | br, ca, fr, de, it, nl, se, jp, cn, tw, kr, th                                     | 1999              | APEX             |
| Zoho CRM      | SaaS   | en, pt, fr, ar, th, cn, it, de, nl, id, jp, vi, he                                 | 1999              | Java             |
| SugarCRM      | SaaS   | es, en, de, fr, it, jp                                                             | 2004              | PHP              |
| Livespace     | SaaS   | pl, en                                                                             | 2013              | Javascript       |

## Тенденции в развитието
Производителите на CRM системи започват да предлагат интеграция на продуктите си с външни приложения, което добавя елемента на социалните медии в CRM. Тези нововъведения помагат на бизнеса да влезе в досег с клиентите посредством социалната медия. CRM производителите виждат в социалните медии евтин начин да подобрят поддръжката на клиентите. Това позволява на клиентите, например, да постнат в Twiter своя проблем и да им бъде помогнато. С нарастване количеството на данни в Интернет, нараства и нуждата от анализ на тези данни, затова производителите на CRM системи предлагат все по-добри инструменти за анализиране на данни. Нараства предлагането на мобилни CRM приложения, което постепенно започва да прави CRM системите да изглеждат и да се държат като мобилни приложения. Wireless технологиите ще позволяват все повече вземането на решения в реално време. CRM производителите все повече предлагат и решения чрез SaaS модела, което се приема като задължително заради нарастващата мощ на Cloud технологията в компютърния свят.